# Битва під Тшцяно

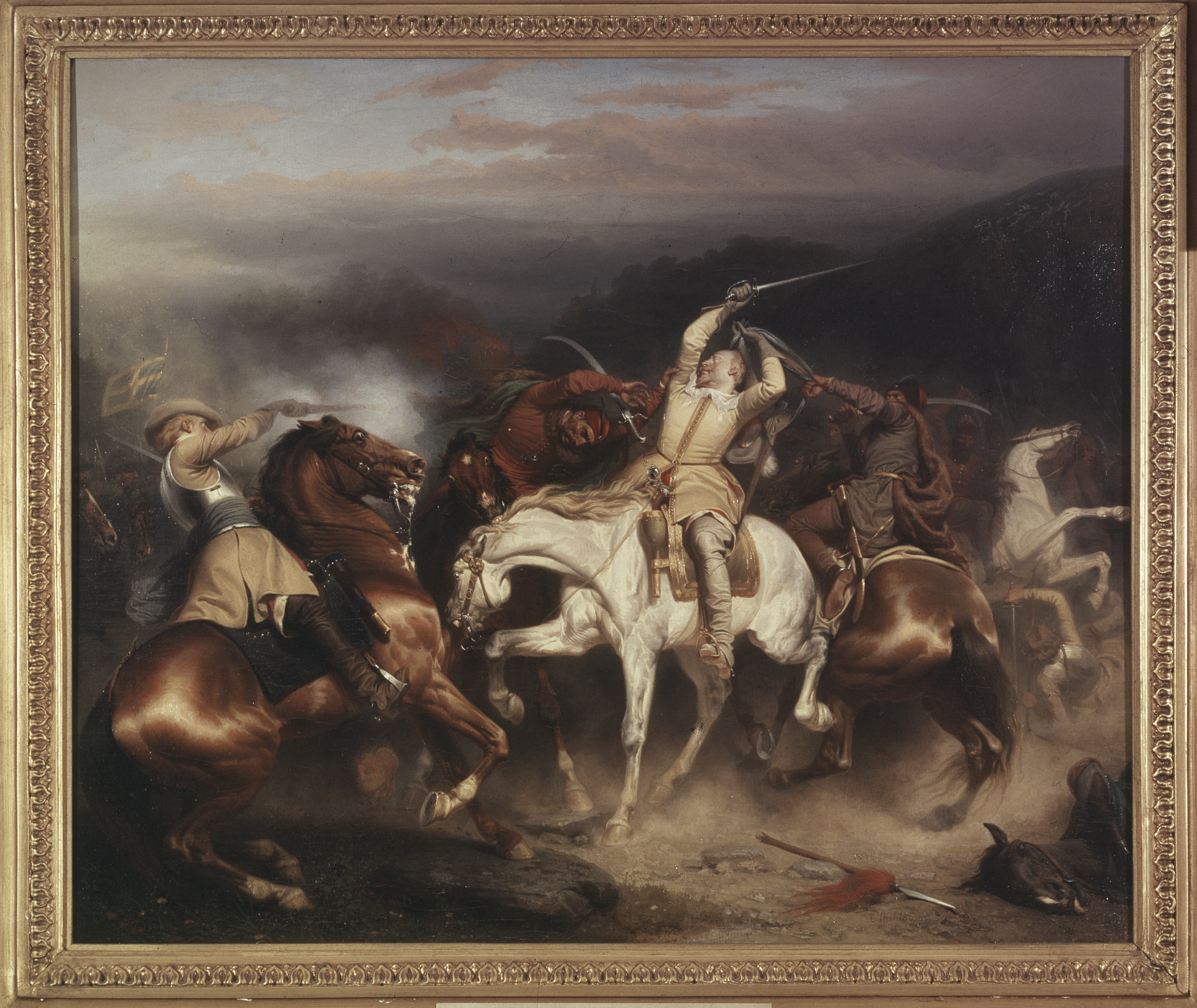

Битва під Тшцяно (пол. Bitwa pod Trzcianą) — збройна сутичка польсько-шведської війни 1626—1629 років, відбулась 17 червня 1629 року біля села Тшцяно на півночі Польщі. Закінчилась переконливою перемогою союзного коронно-австрійського війська над шведами.

## Передісторія
Після невдалого для шведів 1627 року Густав Адольф Ваза провів широку мобілізацію, зібравши армію в 50 000 чоловік. Польське військо на цей час налічувало вдвічі меншу кількість. До того ж, на кінець року сумарна заборгованість перед найманцями склала більше півтора мільйона злотих.

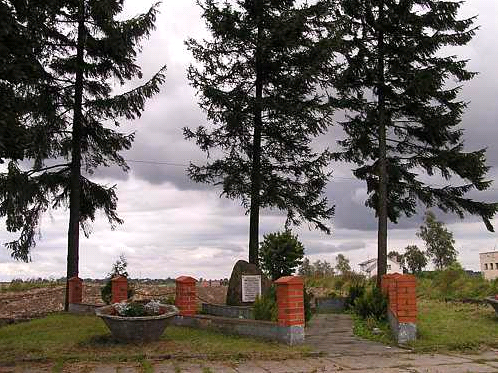
Обеліск на місці битви

1629 року австрійський імператор Фердинанд II Габсбург направив польському королю Сигізмунду III Ваза кілька австрійських полків. Дізнавшись про направлення підкріплення, король Густав II вирішив перешкодити з'єднанню союзників, але невдало: королівські та австрійські війська зустріли шведську армію біля села Тшцяно і дали битву.

## Битва
Польським військом командував польний гетьман коронний Станіслав Конєцпольський, воно налічувало 1300 гусарії та 1200 легкої кінноти, австрійське військо налічувало 2000 імперських рейтар. Їм притистояли 4000 драгунів і 5000 шведських піхотинців під командуванням шведського короля Густава II Адольфа Ваза. Результат битви вирішили польські гусари.

## Наслідки
Після поразки під Тшцяно Густав II запропонував полякам перемир'я, яке було укладене поблизу Гданська в селі Альтмарк. Умови цього перемир'я виявились важкими для Польщі: шведам лишалась Рига і ряд пруських земель, польська морська торгівля була обкладена податком.